# Tithi Bhattacharya

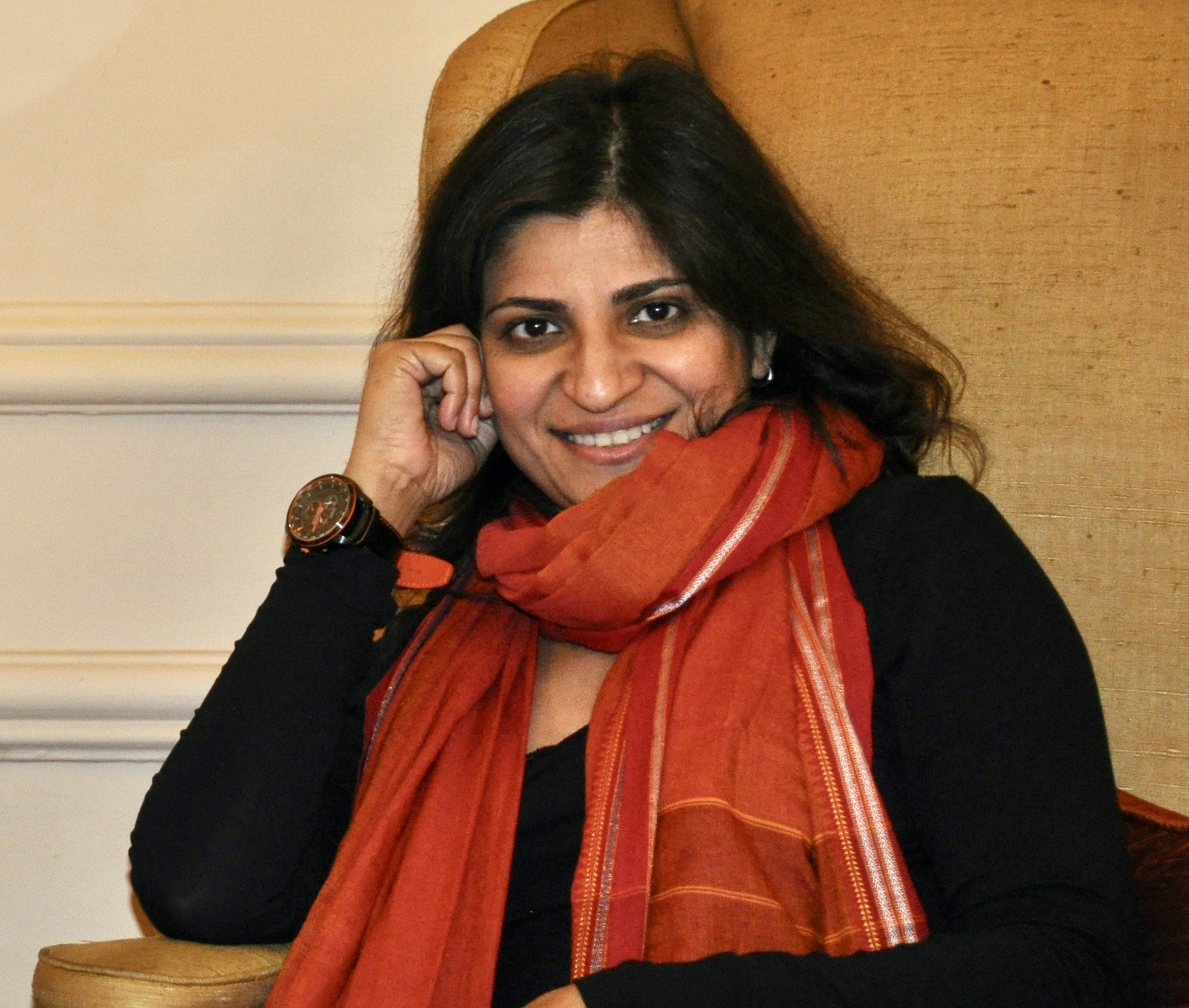
Tithi Bhattacharya

Thiti Bhattacharya é historiadora, professora associada e diretora de estudos globais na Universidade de Purdue, em Indiana, nos Estados Unidos da América, onde é especialista em História Moderna do Sul da Ásia. Bhattacharya é uma feminista marxista, autora de diversos livros como The Sentinels of Culture: Class, Education and the Colonial Intellectual in Bengal (2005) e Social Reproduction Theory (2017).
Tithi Bhattacharya foi uma das principais organizadoras do movimento de Greve Internacional das Mulheres nos Estados Unidos da América, afirmando-se "uma historiadora por formação e uma ativista por opção".
Sua única obra publicada em português é o livro Feminismo para os 99%: um manifesto, escrito em conjunto com Cinzia Arruzza e Nancy Fraser. O livro foi publicado no ano de 2019 mundialmente, em homenagem à efeméride do dia 8 de Março, o Dia Internacional da Mulher, pela Boitempo Editorial, em São Paulo, Brasil.